# Фортунат II (епископ Неаполя)
Фортунат II (лат. Fortunatus II, итал. Fortunato II; умер в 600) — епископ Неаполя (593—600).

## Биография
Основной нарративный источник о Фортунате II — написанная на рубеже VIII—IX веков анонимным автором первая часть «Деяний неаполитанских епископов». Епископ также упоминается в нескольких письмах папы римского Григория I Великого. Сам Фортунат II был адресатом одного папского послания, датированного ноябрём или декабрём 598 года.
О происхождении и ранних годах жизни Фортуната II достоверных сведений в исторических источниках не сохранилось. Возможно, он родился в Риме.
В сентябре 591 года по неизвестным причинам папой римским Григорием I Великим был лишён сана епископ Неаполя Деметрий. Папа желал, чтобы Неаполитанскую епархию получил Павел, уже бывший тогда епископом города Непи. Однако такое самовластие Григория I вызвало среди неаполитанцев сначала недовольство, а затем и мятеж, из-за которого Павел в 592 году был вынужден покинуть город. Попытки Григория I добиться от знати и жителей Неаполя согласия на возвращение Павла, не увенчались успехом. Из-за этого епископская кафедра оставалась вакантной один год и три месяца. Только в 593 года новым главой Неаполитанской епархии был избран Фортунат II. Вероятно, он также был креатурой Григория I, и даже, возможно, был тем посвящён в епископский сан в Риме. Однако в отличие от Павла Непийского, новый неаполитанский епископ был с большой благосклонностью принят своей паствой.
Являясь близкой к Григорию I Великому персоной, Фортунат II неоднократно получал от папы римского важные поручения. В том числе, вместе с четырьмя другими епископами он участвовал в похоронах скончавшегося 14 декабря 596 года аббата Агнелла Неаполитанского, впоследствии причисленного к лику святых.
Из написанных осенью 598 года посланий Григория I Великого известно о конфликте Фортуната II с представителями городской знати. Его причиной был спор о принадлежности имущества, на которое претендовали как епископ, так и светские лица. Согласно письмам папы римского, Фортунат потребовал передать своей епархии несколько общественных зданий в Неаполе. Этому воспротивилась часть городской знати во главе с Феодором, который совершил поездку в Рим и добился от Григория I осуждения действий епископа. Более того, папа римский потребовал от Фортуната II возвратить и всё ранее присвоенное епископом городское имущество, поручив проконтролировать исполнение своего повеления византийскому военному магистру в Кампании Маврентию. Выполнил ли епископ папское предписание, неизвестно.
От преемника же Маврентия, дукса Кампании Гудескалька, Григорий I Великий в написанном между ноябрём 599 года и февралём 600 года послании требовал, чтобы этот военачальник возвратил неаполитанскому епископу монастырь Святого Архангела, конфискованный у епархии для военных нужд.
Фортунат II скончался в апреле или июле 600 года после семи лет и одиннадцати дней управления Неаполитанской епархией. Его преемником в епископском сане был Пасхазий.